# Holomovimento
O holomovimento ou holofluxo (do grego antigo ὅλος significando holon + movimento ou fluxo) é a natureza básica da realidade: um processo dinâmico de uma parte que contém um todo, "em inquebrantável integridade em movimento de fluxo". Tudo está ligado a tudo e em fluxo dinâmico, e cada parte do fluxo contém o fluxo como um todo. O fluxo em si está em constante mudança e movimento.
David Bohm aplicou este concepto a sua teoria de reinterpretação da física quântica.

## Ordem Implícita e Explícita
À Ordem Explícita, ou o que chamamos realidade do mundo fenomênico, subjaz uma Ordem Implícita, ou ordenação sob o aparente caos. O que parece casual pode ser expressão de uma ordem subjacente, oculta, cuja apreensão depende da rede epistemológica do observador.
A Ordem Implícita não é destruída ao se expressar como Ordem Explícita, podendo a manifestação ser revertida de explícita a implícita. O relacionamento entre estas duas ordens é, no entanto, complexo. Numa analogia, pode-se dizer que a Ordem Explícita é o universo espaço-temporal em que vivemos, e a Ordem Implícita o universo do não-manifestado.
Para Bohm, a ordem primária fundamental é a implícita, sendo a ordem explícita semelhante a ondulações passageiras na superfície da implícita.
A ordem implícita e explícita é uma teoria que convida a entender o universo com o um todo indivisível que flui. Considera o processo, fluxo e mudança como fundamentais, argumentando que o estado do universo num determinado momento reflete uma realidade mais básica como o mundo tridimensional dos objetos, a relação espaço-tempo... Neste nível, embora a matéria possa ser descrita em si mesma, isso não é o necessário para defini-la com clareza. A esta realidade David Bohm chama de Ordem Implícita ou Encoberta.
A Ordem Explícita ou Exposta se refere ao que se manifesta no mundo à nossa volta. Bohm defende que o mundo empírico realiza e expressa potencialidades existente dentro da ordem implícita. Bohm também indica que as Ordens Implícitas nos levam ao nível mais profundo de estudo e análise abordando aspectos de nossa experiência física, psicológica e espiritual.
Um clássico exemplo para o entendimento desta teoria é o do redemoinho. Embora ele possua uma forma relativamente constante, ele só existe no movimento do rio, ou seja, ele será a ordem explícita dentro da ordem implícita de acordo com um processo coerente de transformação.
Esta teoria sugere que, para que tenhamos um entendimento mais amplo dos segredos do universo, devemos compreender os processos geradores que ligam as ordens implícitas e explícitas.

## Espaço
Para Bohm, o "espaço vazio" é parte desse todo que é fluxo incessante. Não é vácuo, mas espaço e matéria estão intimamente ligados. Efetuou cálculos matemáticos demonstrando a ontologia do "espaço vazio": cada centímetro quadrado deste contém mais energia potencial do que toda a energia que está manifestada no universo.